# Limesaquaduct
Het Limesaquaduct is een aquaduct onder de Oude Rijn in de Nederlandse gemeenten Leiden en Leiderdorp. Het eerste deel is op zaterdag 3 maart 2012 geopend voor het verkeer; het tweede en laatste deel is geopend op 1 december 2014. De constructie is onderdeel van de wegverbreding van de A4 tussen knooppunt Burgerveen en Leiden waarmee in 2008 gestart is.
Het aquaduct onder de Oude Rijn vervangt de brug over de Oude Rijn, die met tweemaal twee rijstroken de laatste flessenhals was op dit gedeelte van de A4 en daardoor veel files veroorzaakte. De snelweg, die oorspronkelijk op een hoog dijklichaam lag, ligt nu verdiept over een lengte van 1400 meter. Opdrachtgever is Rijkswaterstaat Zuid-Holland. In 2014 kreeg het de naam Limes-aquaduct als referentie naar de voormalige Romeinse grens die hier langs de oude Rijn liep.